# Radner Mouratov
Pour les articles homonymes, voir Mouratov.
Radner Ziniatovitch Mouratov (en russe : Раднэ́р Зиня́тович Мура́тов), né à Leningrad le 21 octobre 1928 et mort à Moscou le 10 décembre 2004 , est un acteur soviétique. En 1986, il est distingué Artiste émérite de la RSFSR.

## Biographie
Radner Mouratov est né dans une famille tatare à Leningrad. Son père Zinnat Mouratov originaire du Gouvernement d'Oufa, à l'époque étudiant de l'Université polytechnique de Saint-Pétersbourg, par la suite devint secrétaire du comité d’oblasts du Parti communiste de l'Union soviétique de la République socialiste soviétique autonome tatare. Radner a donc passé son enfance dans l'actuel Tatarstan.
Jeune Radner comptait devenir pilote d'avion. À l'âge de quinze ans, il intègre l'École militaire de l'air de Kazan dont il est diplômé en 1946. De passage à Moscou en 1947, il est abordé dans la rue par un professeur de l'Institut national de la cinématographie qui l'invite à passer le concours d'entrée de la faculté d'art dramatique. Dans ses interview, plus tard, l'acteur disait qu'on l'avait pris parce qu'il était de bon ton d'avoir parmi les étudiants un représentant des républiques du sud de l'URSS. Il fait ses études dans la classe de maître de Mikhaïl Romm et Sergueï Ioutkevitch. Après l'obtention de son diplôme en 1951, il devient l'acteur du Théâtre national d'acteur de cinéma. Il ne s'y distinguait pas et jouait de petits rôles voire de la figuration. Sa carrière au cinéma a commencé en 1952, avec un épisode dans le film Le Compositeur Glinka, son nom ne figure pas dans les titres. Tout comme au théâtre il enchaîne les épisodes et les simples apparitions à l'écran. Puis, vient le film culte Les Gentilshommes de la chance qui lui apporte une renommée nationale. Mouratov disait à ce propos avoir gagné un gros lot, le seul et unique dans sa vie. Bien que le public le reconnaissait partout où il allait et l'aimait, parmi les réalisateurs aucun n'a exploité son talent et l'acteur a dû de nouveau se contenter d'épisodes,. Toutefois, cette célébrité lui a permis de participer aux concerts-rencontres avec les spectateurs organisés sur tout le territoire de l'URSS et, même après la perestroïka et l'effondrement du régime communiste, lui assurant un revenu.
Dans les années 1960, l'acteur a découvert les paris hippiques et est devenu habitué des hippodromes, surtout celui de la rue Begovaïa à Moscou. Le jeu pathologique lui prenait tout son temps et lui a couté son mariage. Il vivait dans les conditions ascétiques, se contentant du strict nécessaire pour survivre. Dans son logement, il n'y avait plus de meubles, ni réfrigérateur, ni télévision. Quand le lit de camp sur lequel il dormait s'est complètement détérioré, Mouratov a dégondé l'une des portes de l'appartement et l'a adaptée pour dormir dessus. Quelques collègues et amis essayaient de l'aider, mais il ne voulait dépendre de personne. S'il empruntait de l'argent, c'était pour parier aux courses. Son collègue Gueorgui Vitsine avec qui ils avaient joué dans Les Gentilshommes de la chance le dépannait le plus souvent. Pour manger, Mouratov allait dans les cantines pour les personnes démunies où on le reconnaissait et le servait pour un prix symbolique, sans la carte spéciale qui normalement y était nécessaire.
Les dernières années de sa vie, Mouratov souffrait de la maladie d'Alzheimer qui compliquait ses prestations lors des concerts. Après quelques épisodes psychotiques suivis d'hospitalisations il a dû abandonner la scène. Il perdait le sens de l'orientation et se retrouvait fréquemment errant dans les rues de la capitale sans pouvoir trouver une bouche de métro. Toutefois il défendait encore farouchement son indépendance, refusant l'aide de son fils Leonid et celle des voisins qui tentaient de l'inviter chez eux pour manger ou proposaient de faire le ménage chez lui. Deux mois avant sa mort, Mouratov a disparu de son domicile. Une patrouille de milice est tombée sur lui par hasard, sur la place Preobrajenskaïa dans le rayon de métro Preobrajenskaïa plochtchad, le prenant d'abord pour un sans-abri. Après vérifications et après qu'on a contacté sa famille, l'acteur a été envoyé dans un hôpital psychiatrique, puis, transféré à l'hôpital no 68 de Moscou. Il y est décédé le 10 décembre 2004 d'une attaque cérébrale,. Radner Mouratov est inhumé au cimetière Nikolo-Arkhangelskoïe.

## Filmographie partielle
- 1952 : Le Compositeur Glinka (Композитор Глинка) de Grigori Aleksandrov
- 1957 : Le Duel (Поединок) de Vladimir Petrov : ordonnance de Romachov
- 1959 : La Ballade du soldat (Баллада o солдате) de Grigori Tchoukhraï
- 1960 : La Dame au petit chien (Дама с собачкой) de Iossif Kheifitz
- 1964 : Dobro Pozhalovat, Ili Postoronnim Vkhod Vospreshchen (Добро пожаловать, или Посторонним вход воспрещён) de  Elem Klimov
- 1964 : Le Père du soldat (Отец солдата) de  Revaz Tchkheidze
- 1966 : Aïbolit-66 (Айболит-66) de Rolan Bykov : pirate
- 1968 : Le Glaive et le Bouclier (Щит и меч) de Vladimir Basov : élève de l'école du renseignement
- 1971 : Les Douze Chaises (12 стульев) de Leonid Gaïdaï
- 1971 : Les Gentilshommes de la chance (Джентльмены удачи) de  Aleksandre Sery
- 1975 : C'est impossible (Не может быть!) de Leonid Gaïdaï : policier (épisode Crime et châtiment)